# Сант-Омобоно-Терме
Сант-Омобоно-Терме (итал. Sant'Omobono Terme) — коммуна в Италии, располагается в регионе Ломбардия, в провинции Бергамо.
Население составляет 3460 человек (2008 г.), плотность населения составляет 318 чел./км². Занимает площадь 10 км². Почтовый индекс — 24038. Телефонный код — 035.
Покровителем населённого пункта считается Святой Гомобон (Sant’Omobono).

## Демография
Динамика населения:

## Администрация коммуны
- Официальный сайт: